# 池野成一郎
池野 成一郎（いけの せいいちろう、1866年6月25日（慶応2年5月13日） - 1943年（昭和18年）10月4日）は日本の植物学者、理学博士、東京帝国大学名誉教授。日本の植物形態学の先駆者平瀬作五郎のイチョウの精子の発見に続いてソテツの精子を発見した。

## 経歴
最後の堺奉行を務めた旗本池野好謙（山城守、通称は勇一郎）の子として、江戸駿河台の屋敷で生まれた。開成学校、大学予備門から帝国大学理科大学植物学科に入学し、1890年（明治23年）に同校を卒業。翌年に帝国大学農科大学助教授に就任、留学先の帝政ドイツなどの大学の教授にも就任。
平瀬作五郎のイチョウの研究に協力し、平瀬は1896年（明治29年）にイチョウの精子を発見した。池野はその傍らソテツの研究でその精子を発見し、1910年（明治43年）に理学博士の学位を受領、1912年（明治45年）に帝国学士院恩賜賞を受賞した。
1927年（昭和2年）に東京帝国大学を依願退官。同年に帝国学士院会員に推薦され、東京帝国大学名誉教授の名称を授与された。
墓所は小石川区の桂林寺であったが、後年雑司ヶ谷霊園に改葬。

## 栄典
位階
- 1891年（明治24年）12月21日 - 正八位[4]
- 1927年（昭和2年）4月15日 - 従三位[5]

勲章
- 1918年（大正7年）6月29日 - 勲三等瑞宝章[6]
- 1943年（昭和18年）10月4日  - 勲二等旭日重光章[7]

## 著書
- 植物系統学（裳華房、1906年） - 日本初の体系的植物学書。
- Zikken-Idengaku（Nippon-no-rômazi-sya、1913年） - ローマ字論者だったためローマ字で記述。内容は遺伝学について。Ikenoは、植物の学名で命名者を示す場合に池野成一郎を示すのに使われる。（命名者略記を閲覧する／IPNIでAuthor Detailsを検索する。）

## 家族・親族
- 孫：池野成 - 作曲家。
- 義兄：松村任三 - 植物学者、妻きくの兄。